# كان كاناك
كان كاناك (بالتركية: Kaan Kanak) (6 أكتوبر 1990 بيوزغات في تركيا - ) هو لاعب كرة قدم تركي في مركز الدفاع. لعب مع أنقرة غوجو وإسكيشهرسبور وهاتاي سبور وMamak FK ‏ وİnegölspor ‏.

## وصلات خارجية
- كان كاناك على موقع اتحاد تركيا (لاعب) (الإنجليزية)
- كان كاناك على موقع قاعدة بيانات كرة القدم.إي يو (الإنجليزية)
- كان كاناك على موقع Soccerway.com (الإنجليزية)
- كان كاناك على موقع عالم كرة القدم.نت (الإنجليزية)